# J. Malcolm Dunn
Pour les articles homonymes, voir Dunn.
J. Malcolm Dunn, né le 25 mai 1869 à Londres, et mort le 10 octobre 1946 à Beechhurst dans le Queens (New York), est un acteur britannique, actif aux États-Unis pendant la période du muet. Également acteur de théâtre, J. Malcolm Dunn fut actif à Broadway (New York) entre 1903 et 1943.

## Filmographie partielle
- 1915 : The Magic Skin de Richard Ridgely
- 1917 : Arms and the Girl (en) de Joseph Kaufman
- 1920 : Dr. Jekyll and Mr. Hyde de John S. Robertson
- 1924 : Peter Stuyvesant de Frank Tuttle
- 1930 : The Sap from Syracuse (en) d'A. Edward Sutherland
- 1932 : Then Came the Yawn de Joseph Henabery